# Marcel Michelot
Marcel Charles Eugène Michelot (* 8. Oktober 1892 in Paris; † 13. Juli 1927 in Le Mans) war ein französischer Unternehmer und Autorennfahrer.

## Unternehmer
Marcel Michelot gründete 1910 gemeinsam mit Marcel Gendron Gendron et Compagnie, ein Unternehmen, das Getriebe, Hinterachsen und Lenksäulen für Automobile herstellte. Ab 1924 wurden auch Fahrzeuge gebaut. Michelot war der kaufmännische Direktor und kümmerte sich außerdem um den Vertrieb der Fahrzeuge. 1928, ein Jahr nach dem Tod von Michelot, endete der Geschäftsbetrieb.

## Karriere
Um über die Leistungsfähigkeit der produzierten Fahrzeuge persönlich Bescheid zu wissen, startete Michelot bei einigen Langstreckenrennen. 1925 fuhr er gemeinsam mit Adrien Drancé einen G.M. GC2 beim 24-Stunden-Rennen von Le Mans an die 15. Stelle der Gesamtwertung. Auch 1927 war er für dieses 24-Stunden-Rennen gemeldet. Eine Woche vor dem Rennen war das Gendron et Compagnie-Team in der bekannten Auberge des Hunaudières zum Abendessen versammelt, als Michelot entschied noch einige Runden im Dunkeln fahren zu wollen. Es war die Nacht von Sonntag auf Montag und die Strecke war für Testfahrten gesperrt. Marcel Gendron fungierte als Zeitnehmer, als Michelot nach drei Stunden Fahrzeit in der Arnage-Kurve von der Strecke abkam und gegen einen Baum prallte. Er erlitt dabei so schwere Kopfverletzungen, dass er noch an der Unfallstelle starb. Marcel Gendron zog daraufhin den zweiten Werkswagen vom Rennen zurück.

## Statistik

### Le-Mans-Ergebnisse
| Jahr | Team                 | Fahrzeug | Teamkollege   | Platzierung | Ausfallgrund |
| ---- | -------------------- | -------- | ------------- | ----------- | ------------ |
| 1925 | Gendron et Compagnie | G.M. GC2 | Adrien Drancé | Rang 15     |              |